# 1641 Тана
1641 Тана (енгл. 1641 Tana) је астероид главног астероидног појаса са пречником од приближно 25,66 .
Афел астероида је на удаљености од 3,328 астрономских јединица (АЈ) од Сунца, а перихел на 2,703 АЈ.
Ексцентрицитет орбите износи 0,103, инклинација (нагиб) орбите у односу на раван еклиптике 9,342 степени, а орбитални период износи 1913,019 дана (5,237 година).
Апсолутна магнитуда астероида је 11,40 а геометријски албедо 0,073.
Астероид је откривен 1951. године и име је добио по реци Тани.